# Плугонвелен
Плугонвелен (фр. Plougonvelin) — коммуна на северо-западе Франции, находится в регионе Бретань, департамент Финистер, округ Брест, кантон Сен-Ренан. Расположена в 22 км к северу от Бреста, на северном побережье моря Ируаз.
Население (2019) — 4 183 человека. 

## Достопримечательности
- Руины аббатства Святого Матфея рядом с маяком на мысе Сен-Матьё
- Форт Бертом XVII века на входе в рейд Бреста
- Часовня Нотр-Дам XIV века
- Мемориал погибшим французским морякам

## Экономика
Структура занятости населения:
- сельское хозяйство — 4,7 %
- промышленность — 4,5 %
- строительство — 8,9 %
- торговля, транспорт и сфера услуг — 47,8 %
- государственные и муниципальные службы — 34,1 %

Уровень безработицы (2018) — 11,2 % (Франция в целом —  13,4 %, департамент Финистер — 12,1 %). 

Среднегодовой доход на 1 человека, евро (2018) — 25 830 (Франция в целом — 21 730, департамент Финистер — 21 970).

## Демография
Динамика численности населения, чел.

## Администрация
Пост мэра Плугонвелена с 2014 года занимает Бернар Гуэрек (Bernard Gouérec).  На муниципальных выборах 2014 года возглавляемый им правый блок победил в 1-м туре, получив 57,82 % голосов.
| Период | Период | Фамилия       | Партия                   | Примечания                        |
| ------ | ------ | ------------- | ------------------------ | --------------------------------- |
| 1965   | 1971   | Рене Ле Галь  |                          |                                   |
| 1971   | 1983   | Люсьен Ле Кор | Разные левые             |                                   |
| 1983   | 2008   | Луи Карадек   | Демократическое движение | член Регионального совета Бретани |
| 2008   | 2014   | Израэль Бакор | Разные левые             | инженер                           |
| 2014   |        | Бернар Гуэрек | Разные правые            | фермер                            |

## Галерея

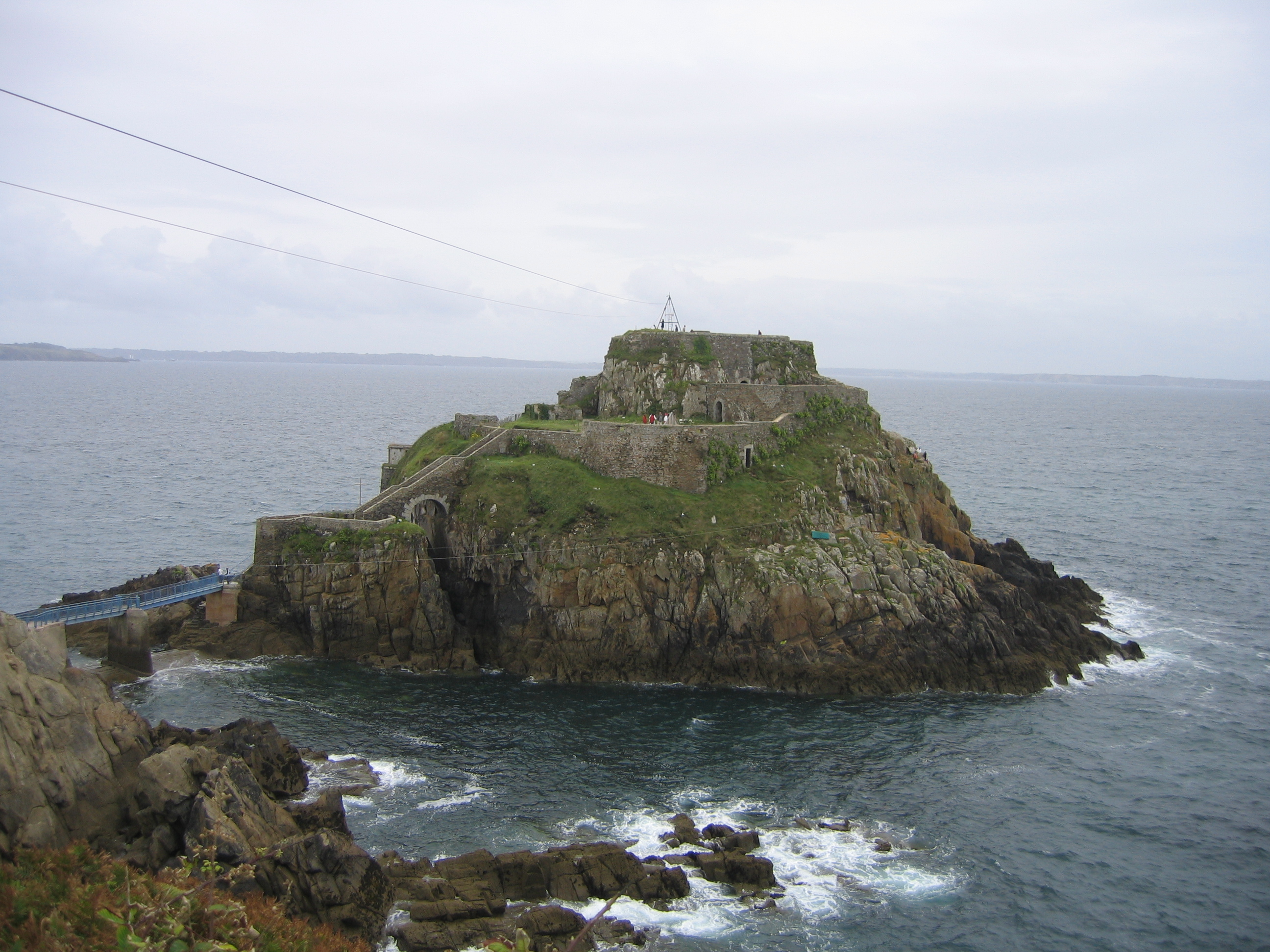
Форт Бертом
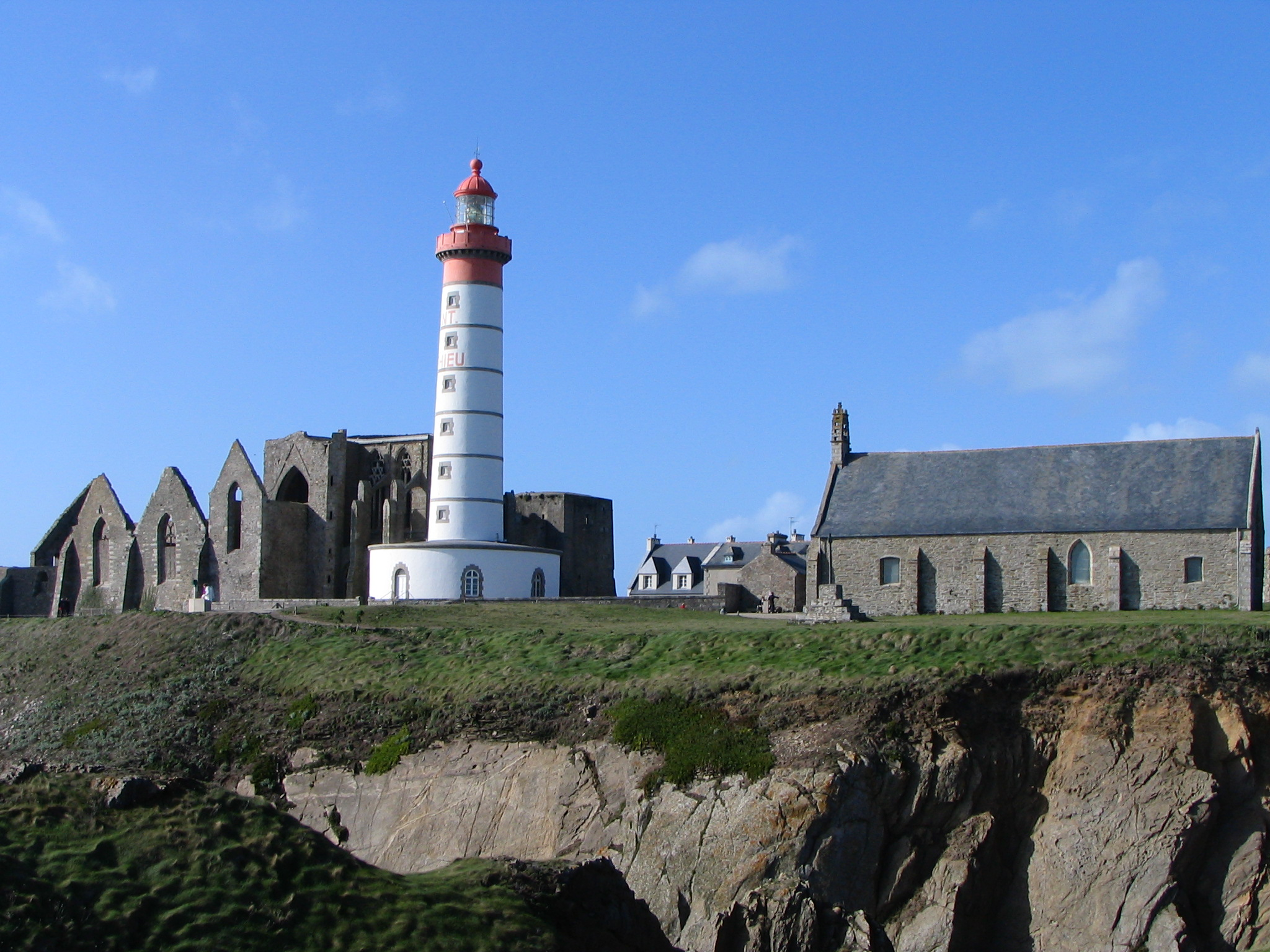
Руины аббатства Святого Матфея
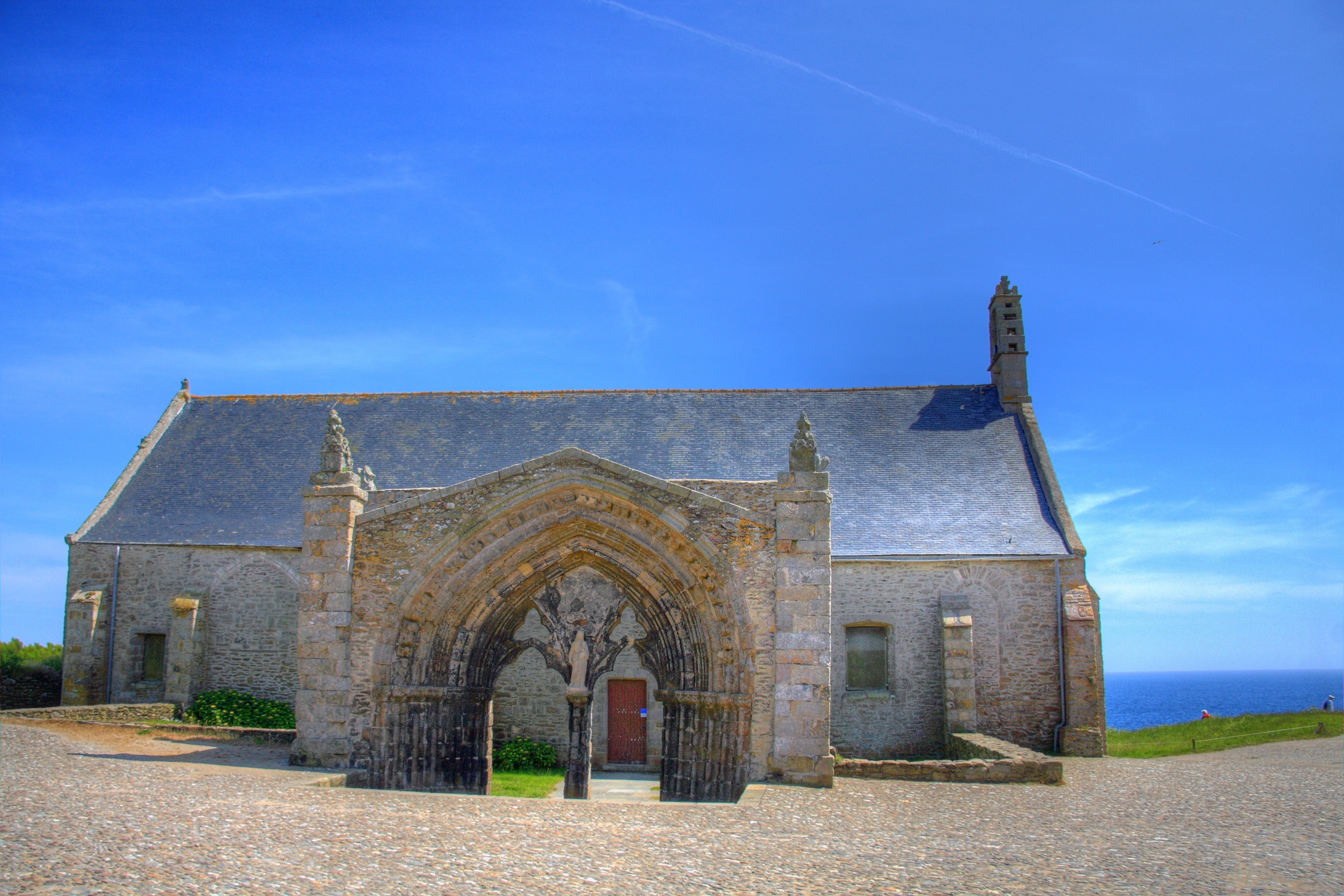
Часовня Нотр-Дам
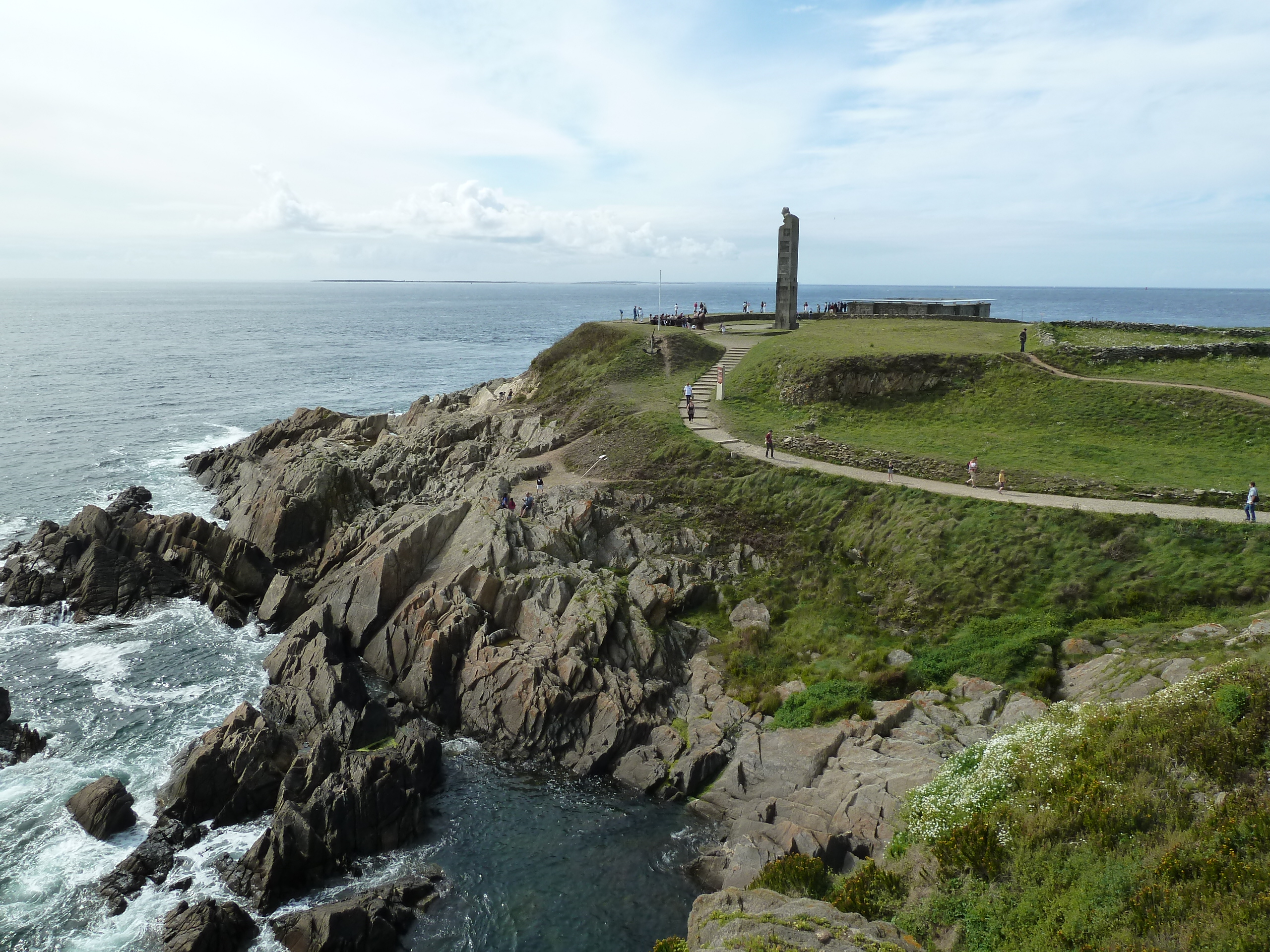
Мемориал погибшим морякам